# 煮家男人
煮家男人（英語：Bob's Your Uncle，舊稱：This Home Cook，綽號響鈴哥，1981年6月19日—），居住英國的香港YouTuber、專欄作家。2014年開始活躍於YouTube，主要拍攝煮食、享樂和時事評論影片。截至2018年7月，訂閱其YouTube頻道者超過50萬人，並獲得YouTube官方認證。

## 簡介
“煮家男人”生於香港，並在倫敦讀書及生活多年，是查爾頓忠實球迷。小時候曾於尖沙咀玫瑰堂做輔祭，但後來因母親在彌撒中之舉動令他對信仰產生疑惑。據其專欄和頻道介紹，他於2014年1月開始將在以前去食過之菜式都會煮一次，並拍成影片上載於YouTube與大家分享。 同時他在影片中亦發表不少時事評論和生活分享，並配有中英文字幕，深受網民熱捧，亦引起傳媒留意及報導。

頻道名稱來源自英語俚語Bob's your uncle。
“煮家男人”曾以真身接受報章媒體採訪及分享飲食經驗，曾被指貌似壹傳媒創辦人黎智英，亦有人說其相貌與肖友懷十分相似。

## 軼事

### 煮菜時發表時事評論
異於傳統電視飲食節目，「煮家男人」風格則為“邊煮邊論政”。他曾在教製作松子魚的影片中透露，有內地網民問他為何不上載影片至優酷，他就回應中国大陆「寬敞包容」異見聲音，擔心自己有日評論“長毛”梁國雄在立法會“拉布”時，就會被插播五粮液廣告，而當時他亦即時示範被插播五粮液廣告之情況。

### 批評慕容公子和Yaki Wong
「煮家男人」於馬貝拉烤雞（第231集）中，批評慕容公子及Yaki Wong建議觀眾不讀書，而「煮家男人」較集中批評慕容公子在直播時以「援交」及「炒牛熊」來做例子。其後慕容公子及Yaki Wong先後在2019年5月19及20號在YouTube回應「煮家男人」的評論。讀書乃是培養品格操行、社會交際、主題交流、多元智能及語文能力的基礎，亦不可過於功利。

### 離開香港移民英國
2020年，「煮家男人」宣布因健康問題離開香港並移民英國。後指其在港時有驚恐症。

#### 可疑人士監視機場赴英旅客
前香港立法會議員梁頌恆稱到機場離境時見到有可疑人士跟蹤自己。2021年1月中，他發布在去年12月在機場赴英國的短片，片段亦可看到數名形跡可疑，兩手空空的疑似便衣警員於客運大樓出入口及在英國航班登機閘口等位置監視乘客，而且為同一人。他形容「香港與平壤看齊」，而不少網民留言稱感到不安，表示近幾個月的機場閘口有大量警察戒備，擔心會有所影響香港國際機場聲譽。東區區議員李予信指《港區國安法》實施下，除了政治人物外，普通市民都會有被跟蹤或監視的風險，認為會對形象有很大影響。同时据自由亚洲电台报道，香港警方不評論此次行動部署細節。

#### 接受毛記電視訪問
繼東方昇觀塘海濱「露天浴場」事件後，東方昇於毛記電視節目《國家級任務》赴英時順便探訪他，並帶東方昇參觀英國假山護土牆等景點。 （页面存档备份，存于）

## 外部連結
- YouTube上的
- 煮家男人的X（前Twitter）
- 煮家男人的Instagram帳戶
- 煮家男人的Facebook專頁